# 霧島アートの森

「シャングリラの華」（草間彌生）

霧島アートの森（きりしまアートのもり）は、鹿児島県湧水町（旧栗野町）の栗野岳（霧島山）麓の標高約700メートルの高原に位置する鹿児島県立の野外美術館。自然の地形や樹林をできるだけ生かして整備している。指定管理者の公益財団法人鹿児島県文化振興財団が管理運営している。2000年（平成12年）10月12日に開園。美術館の設計は早川邦彦による。
野外に展示されている作品は、国内外で活躍されている作家たちが実際にこの地を訪れ、自然や歴史的・文化的な特徴を生かしながら制作したオリジナル作品を展示 している。

## 施設
- アートホール - 展示室/多目的スペース/カフェテリア・ミュージアムショップ/管理事務所など
- 野外・樹林展示ゾーン - 野外作品の展示